# Mecado
Mecado (volledige naam Music Entertainment Creative Artist Development Organisation), ook MECADO, was een kortstondige Nederlandse platenmaatschappij, die mede verantwoordelijk wordt gehouden voor het instorten van de gabbercultuur van de jaren 90.

## Oprichting en werkwijze
Mecado werd begin 1996 opgericht door Robert-Jan Hertog, die daarvoor als vice-directeur bij Arcade Music had gewerkt. Het bedrijf uit Alphen aan den Rijn richtte zich vooral op het uitgeven van verzamelalbums met parodieën op gabbernummers. Waar gevestigde namen als ID&T en Mokum Records zelf banden hadden met gabberartiesten, was Mecado een buitenstaander die geen enkele band had met de 'scene'. Om de cd's zo goedkoop mogelijk op de markt te kunnen brengen en -volgens het bedrijf zelf- omdat grote platenmaatschappijen weigerden hen licenties te verstrekken voor het plaatsen van grote namen op hun verzamel-cd's, werden nummers vaak nagespeeld en onder afwijkende artiestennamen opgenomen op cd's. Hierdoor waren de cd's erg goedkoop en -omdat het publiek de cd's met nepnamen wel kocht- maakte het bedrijf in de eerste twee jaar een grote groei door. Het uitbrengen van nieuwe cd's ging veelal gepaard met grote tv-campagnes waarin de cd's werden aangeprezen.

## Rechtszaken
Er kwamen echter ook klachten over deze praktijk. Platenmaatschappij Arcade en artiest GabberWijffie kregen in mei 1997 gelijk van de rechter in een rechtszaak die ging over het gebruik van het nummer 'Op een grote paddenstoel', waarvan de zangpartijen oorspronkelijk waren opgenomen door Gabberwijffie. Mecado moest de cd, Hakkuh & Flippuh 2, uit de winkel halen. Ook werd een nummer van de artiest Ricky Martin onder de artiestennaam 'Tricky Martini' opgenomen op een verzamelalbum, hetgeen de rechtbank verbood na klachten hierover in augustus 1997 van de platenmaatschappijen Sony, Virgin en EMI. Mecado moest alle cd's terughalen en verving op de inlegvellen van de cd de naam van de artiest naar de door de rechter wel goedgekeurde naam 'Tricky Bacardi'. Ook de namen Sunmilk (Sunclub), Raft Funk (Daft Punk) en R2 (MR) moesten worden aangepast. Met name platenmaatschappij ID&T, dat de hoofdspeler vormde op de gabbermarkt, was wars van deze praktijken.

## Aan eigen succes ten onder
Het hoogtepunt van het bedrijf vormde 1997, toen aan de lopende band nieuwe verzamel-cd's werden uitgebracht en een omzet werd gehaald van 47 miljoen gulden (ongeveer 21 miljoen euro). Soms stond een cd nog op nummer 1 in de albumparade als de volgende uit de serie reeds op de markt werd gebracht.
De voorschotten voor het uitbrengen van nieuwe albums (cd's en cassettes) werden grotendeels bekostigd door de distributeur (Dureco - Musicnet) voor de Benelux. Toen echter de gabberscene op zijn retour begon te raken in hetzelfde jaar, raakte ook het bedrijf in de problemen. Het had geen eigen vermogen en kon dus niet snel omschakelen naar een nieuwe doelgroep. Toen de distributeur zag dat de verkopen van verzamel-cd's terugliepen en de opbrengsten lager werden dan de voorschotten, werd ook het kapitaal onthouden aan Mecado. Dit betekende tevens het einde voor het bedrijf: op 14 februari 1998 werd het bedrijf failliet verklaard door de curator en kwamen alle 29 werknemers op straat te staan.